# 東灣 (馬灣)

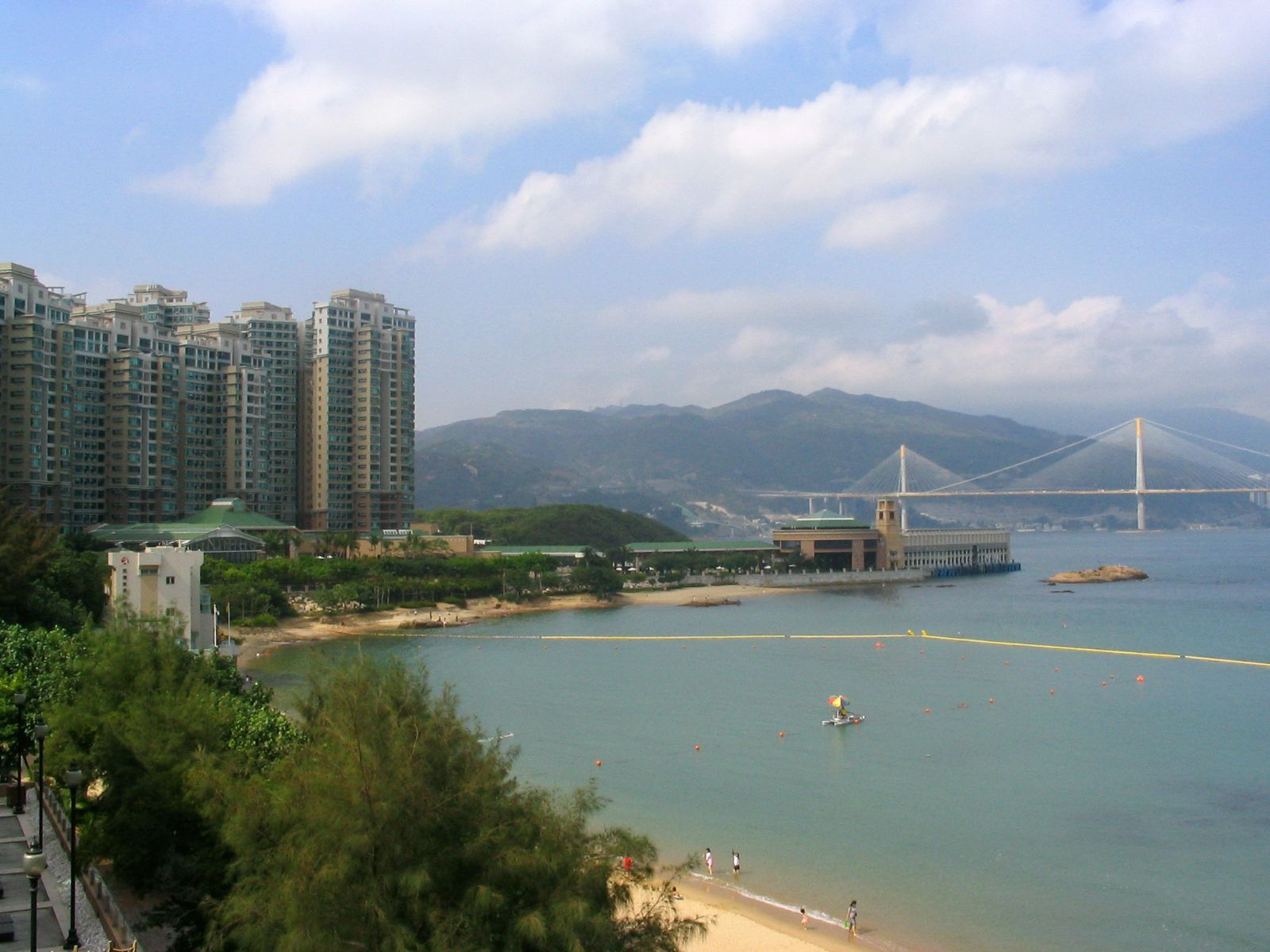
東灣及左後方的珀麗灣；右後方為汀九橋。

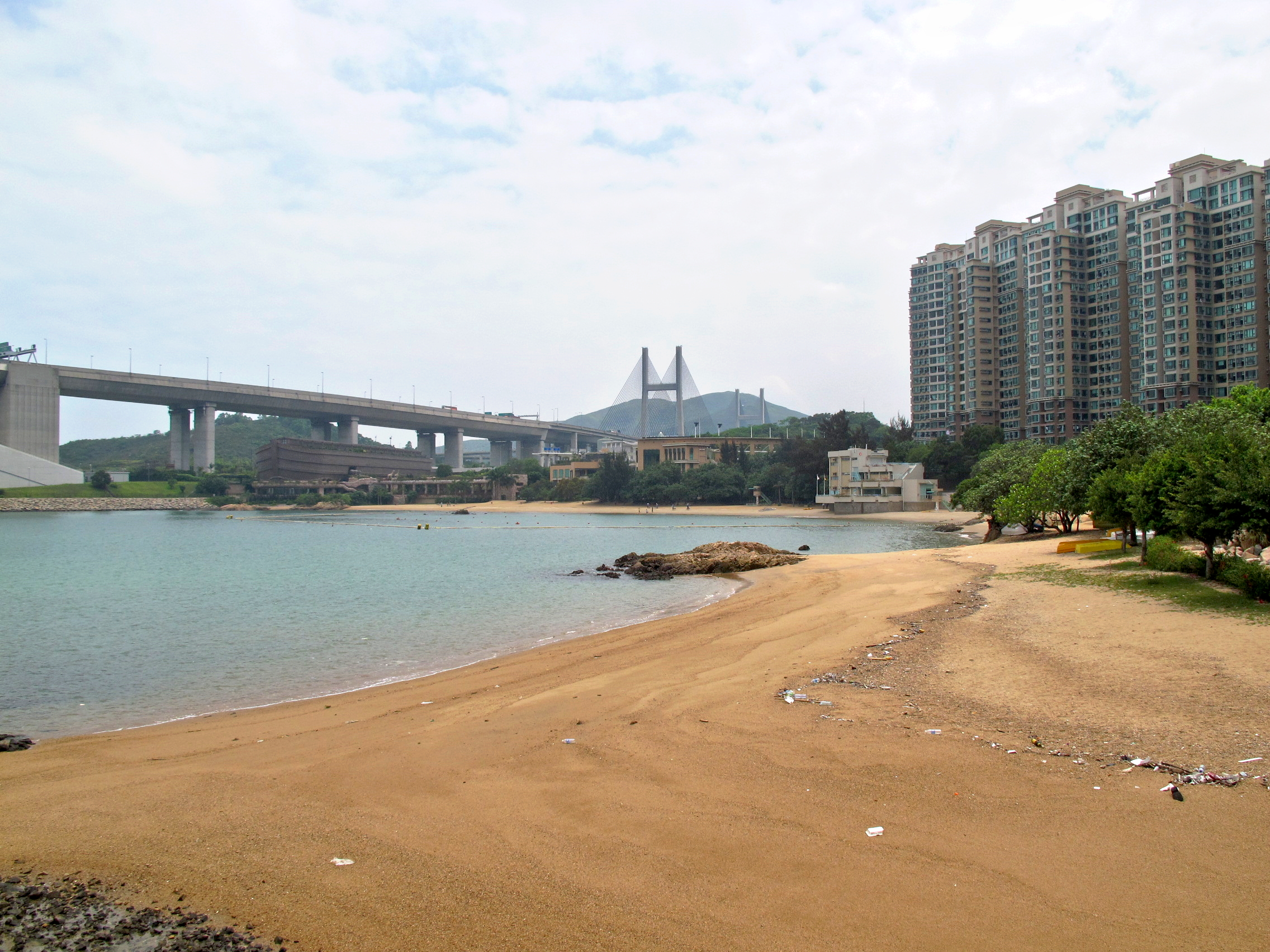
馬灣東灣海岸

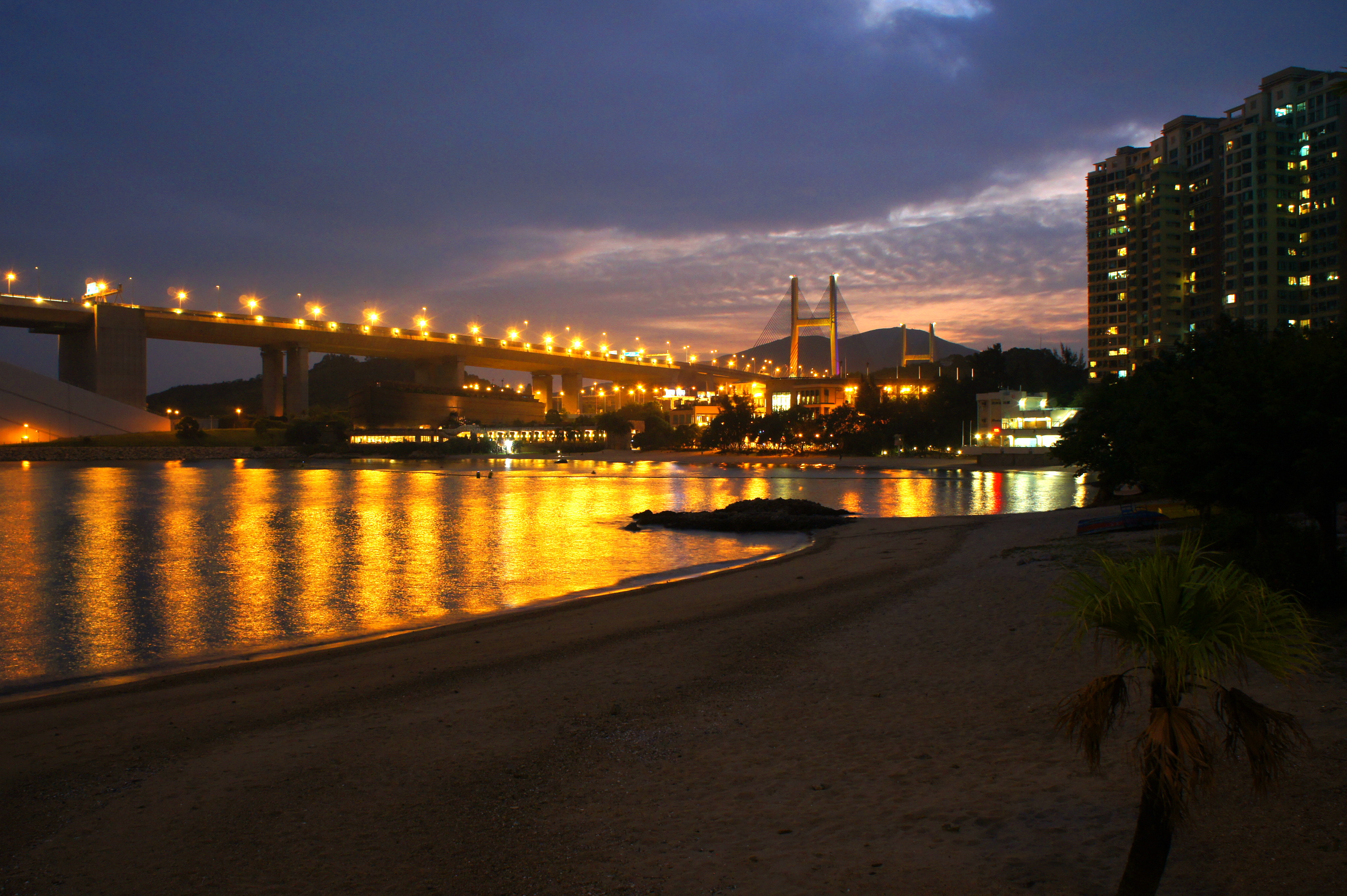
傍晚的東灣海岸，後方為汲水門大橋。

東灣（英語：Tung Wan）是香港泳灘，位於新界荃灣區馬灣東面，為馬灣島唯一開放予公眾的泳灘，於1991年由政府刊憲，1993年5月正式開放。

## 歷史
1995年以後，荃灣區中的8個泳灘都一度給政府封閉。直至2001年，馬灣東灣水質已經逐步改善，康樂及文化事務署於是決定重開泳灘。於2001年至2011年期間，曾是荃灣區唯一獲官方確認可以游泳的海灘。
自馬灣東灣附近的屋苑珀麗灣於2002年落成，泳灘的使用量大幅上升，如今已成為該屋苑住客夏日的好去處。

## 設施
目前，泳灘上如汀九的麗都灣一樣，都設有3個救生員崗位，並有救生員當值。洗手間設備齊全，洗手間上層更設有觀景台。

## 交通工具

### 海路
往返中環：到二號碼頭乘搭珀麗灣渡輪，到達珀麗灣碼頭後，向收費站步行約5分鐘。
。

### 陸路
往返葵青：在港鐵青衣站地下或葵芳新都會廣場乘坐穿梭巴士，到沙灘廣場（The Beachside）站下車。
往返荃灣：於荃灣站對面或荃灣如心廣場乘坐往返馬灣主題公園的穿梭巴士，於青馬大橋後的車站下車再步行約3分鐘。
- 珀麗灣客運
- 陽光巴士

### 巴士路線
以上居民巴士均沒有被納入長者及合資格殘疾人士公共交通票價優惠計劃，因邨巴服務的車費是由屋苑自行決定
- 巴士服務班期表 （页面存档备份，存于）

### 渡輪航線
- 珀麗灣←→荃灣碼頭（航線原於2012年12月14日停辦[1]，但再於2013年6月8日重投作有限度服務。而在停辦日起市區的士擴展至24小時均可駛入馬灣島。）
- 珀麗灣←→中環碼頭
- 渡輪服務班期表 （页面存档备份，存于）

以上渡輪均被納入長者及合資格殘疾人士公共交通票價優惠計劃。

## 站外鏈結
- 康樂及文化事務署 - 泳灘及泳池 - 荃灣區泳灘

1. ↑  珀麗灣至荃灣渡輪將停辦 （页面存档备份，存于） 《星島日報》
2. ↑  柯詠敏. . 香港01. 2019-01-30  [2021-04-08]. （原始内容存档于2021-08-07） （中文（香港））.